# Phyllodesma ilicifolia dubordieui
Phyllodesma ilicifolia dubordieui é uma subespécie de insetos lepidópteros, mais especificamente de traças, pertencente à família Lasiocampidae.
A autoridade científica da subespécie é Lajonquičre, tendo sido descrita no ano de 1963.
Trata-se de uma subespécie presente no território português.